# مفتاح ربط ضبوط
مفتاح الربط الضبوط (يعرف أيضا باسم مفتاح ربط قابل للتعديل والمفتاح الإنجليزي)، هو نوع من  مفاتيح الربط يتميز بفك متحرك يسمح باستخدامه مع رؤوس مثبتات بأحجام مختلفة (مثل الصواميل والمسامير) بدلاً من الاقتصار على حجم واحد كما هو الحال مع المفاتيح التقليدية ذات الفكين الثابتين.

## التصميم والاستخدام
يتميز الفك الثابت بقدرته العالية على تحمل الإجهاد الانحنائي مقارنة بالفك المتحرك، وذلك لأن دعم الفك المتحرك يقتصر على الأسطح المستوية الموجودة على جانبي فتحة التوجيه، وليس على كامل سماكة الأداة. لذلك، يتم عادةً تصميم الأداة بزاوية تجعل نقطة تلامس الفك المتحرك أقرب إلى جسم الأداة، مما يقلل من الإجهاد الانحنائي.
مع ذلك، ينبغي الحذر من تطبيق قوة مفرطة على البراغي المشدودة، حيث قد يؤدي ذلك إلى فتح قاعدة تثبيت الفك المتحرك، مما يمنع إحكام المفتاح على رؤوس البراغي، أو يجعله ينفك بسهولة، أو يتسبب في تلف رؤوس البراغي. وفي بعض الحالات، قد تتعرض فكوك الأداة للكسر.

## معرض صور

مفتاح ربط ضبوط.
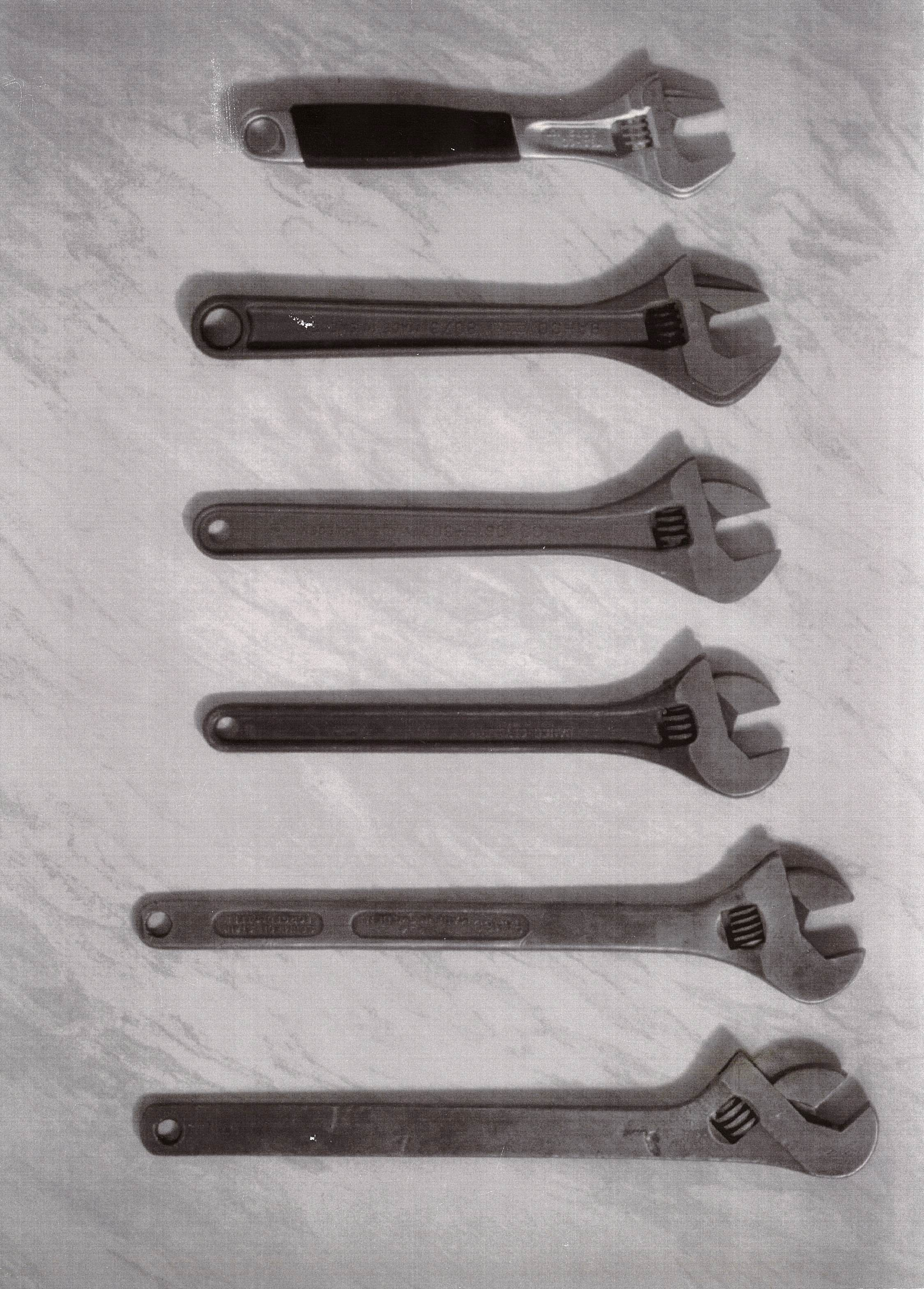
أشكال مختلفة من مفاتيح الربط الضبوطة.